# Thomas Mann (acteur)
Thomas Randall Mann Jr. (Portland, 27 september 1991) is een acteur uit de Verenigde Staten. Hij is voornamelijk bekend van zijn rol in Project X.
Mann kreeg voor het eerst een rol bij de televisieserie iCarly in 2009. Zijn filmdebuut was in 2010 in de film It's Kind of a Funny Story.

## Filmografie

### Film
| Jaar | Titel                            | Rol                      |
| ---- | -------------------------------- | ------------------------ |
| 2010 | It's Kind of a Funny Story       | Aaron                    |
| 2012 | Project X                        | Thomas                   |
| 2012 | Fun Size                         | Roosevelt                |
| 2013 | Beautiful Creatures              | Link                     |
| 2013 | Hansel and Gretel: Witch Hunters | Benjamin "Ben" Wosser    |
| 2013 | As Cool As I Am                  | Kenny                    |
| 2015 | Barely Lethal                    | Roger Marcus             |
| 2015 | Me and Earl and the Dying Girl   | Greg Gaines              |
| 2016 | Brain on Fire                    | Stephen                  |
| 2017 | Kong: Skull Island               | Reg Slivko               |
| 2019 | Them That Follow                 | August "Augie" Slaughter |
| 2019 | Lady and the Tramp               | Jim Dear                 |
| 2023 | Parachute                        | Ethan                    |

### Televisie
| Jaar | Titel      | Rol     | Opmerkingen  |
| ---- | ---------- | ------- | ------------ |
| 2009 | iCarly     | Jeffery |              |
| 2009 | The Middle | Brendan | episode 1.03 |

- Biblioteca Nacional de España: XX5335760
- Bibliothèque nationale de France: cb166177403 (data)
- Gemeinsame Normdatei: 1043073337
- International Standard Name Identifier: 0000 0003 7526 138X
- Library of Congress Control Number: no2012096611
- Nationale Bibliotheek van Tsjechië: xx0205001
- Nederlandse Thesaurus van Auteursnamen: 344493210
- Istituto Centrale per il Catalogo Unico: LO1V403316
- Système universitaire de documentation: 16578119X
- Virtual International Authority File: 251852709
- WorldCat: E39PBJkxPdrrC4FJB7YTBDjXBP